# Bitwa pod Schosshalde
Bitwa pod Schosshalde – starcie zbrojne, które miało miejsce 27 kwietnia 1289 pomiędzy siłami berneńskimi a Habsburgami w Kantonie Berno.
W roku 1255 Berno zawarło sojusz z książętami sabaudzkimi skierowany przeciwko ekspansji i polityce podatkowej Habsburgów. Gdy w roku 1287 także Burgundia znalazła się w stanie wojny z Habsburgami, król Rudolf I oskarżył Berneńczyków o sprzyjanie wrogom i podjął dwa nieudane oblężenia Berna.
W kwietniu 1289 r. syn Rudolfa I książę Rudolf Szwabski wyruszył ze swoim wojskiem na Berno. W pobliżu Schosshalde na południe od bram miasta 300 jego rycerzy przygotowało zasadzkę na Berneńczyków. Równocześnie inna grupa rozpoczęła plądrowanie przedmieść, zamierzając wywabić siły berneńskie z miasta. Dnia 27 kwietnia Berneńczycy zaatakowali Habsburgów i zgodnie z przewidywaniami Rudolfa wpadli w pułapkę, w wyniku czego ich siły zostały pobite. Zginęło wielu ludzi, liczni dostali się do niewoli.
W tym samym roku doszło do podpisania układu pokojowego podpisanego przez Ulricha von Bubenberga z Berna a królem Rudolfem I, w wyniku czego miasto szwajcarskie musiało zapłacić wysoką kwotę i nałożone podatki.